# Петрівська сільська рада (Подільський район)
Петрі́вська сільська́ ра́да — колишня адміністративно-територіальна одиниця та орган місцевого самоврядування в Подільському районі Одеської області. Адміністративний центр — село Петрівка.
Рішенням виконкому Одеської облради депутатів трудящих від 27 березня 1959 р. об'єднано сільські ради: Петрівську і Качурівську — в одну Качурівську сільську Раду з центром в селі Качурівка.
Рішенням виконкому Одеської обласної Ради депутатів трудящих від 20 квітня 1961 р. в складі Котовського р-ну утворено Петрівську сільську Раду (Гор'ївка, Мала Кіндратівка, Петрівка, Мала Петрівка, Степанівка і Чекаленка (останнє село знято з облікових даних 23.01.1975)).

## Загальні відомості
- Територія ради: 44,32 км²
- Населення ради: 570 осіб (станом на 2001 рік)

## Населені пункти
Сільській раді підпорядковані населені пункти:
- с. Петрівка
- с. Гор'ївка
- с. Мала Кіндратівка
- с. Мала Петрівка (кол. Петрівка)
- с. Степанівка

## Населення
Згідно з переписом УРСР 1989 року чисельність наявного населення села становила 835 осіб, з яких 375 чоловіків та 460 жінок.
За переписом населення України 2001 року в селі мешкало 566 осіб.

### Мова
Розподіл населення за рідною мовою за даними перепису 2001 року:
| Мова       | Відсоток |
| ---------- | -------- |
| українська | 88,95 %  |
| молдовська | 7,19 %   |
| російська  | 2,98 %   |
| гагаузька  | 0,35 %   |
| болгарська | 0,18 %   |
| циганська  | 0,18 %   |

## Склад ради
Рада складається з 12 депутатів та голови.
- Голова ради:
- Секретар ради: Гусар Галина Анатоліївна

### Керівний склад попередніх скликань
| Прізвище, ім'я, по батькові | Основні відомості                                    | Дата обрання | Дата звільнення |
| --------------------------- | ---------------------------------------------------- | ------------ | --------------- |
| Булгак Людмила Миколаївна   | Сільський голова, 1962 року народження, позапартійна | 26.03.2006   | 31.10.2010      |

Примітка: таблиця складена за даними сайту Верховної Ради України

### Депутати
За результатами місцевих виборів 2010 року депутатами ради стали:

#### За суб'єктами висування
| Суб'єкт висування | Кількість обраних депутатів | %   |
| ----------------- | --------------------------- | --- |
| Партія регіонів   | 12                          | 100 |

#### За округами
| № округу        | Прізвище, ім'я, по батькові    | Дата визнання обраним | Освіта  | Партійна приналежність | Відомості про обраного депутата                                                                                       |
| --------------- | ------------------------------ | --------------------- | ------- | ---------------------- | --- |
| Партія регіонів |                                |                       |         |                        | |
| 1               | Неприцький Віктор Іванович     | 04.11.2010            | середня | позапартійний          | тимчасово не працює                                                                                                   |
| 2               | Гусар Галина Анатоліївна       | 04.11.2010            | вища    | член Партії регіонів   | Петрівська сільська рада, секретар                                                                                    |
| 3               | Булгак Федір Петрович          | 04.11.2010            | середня | член Партії регіонів   | Петрівська загальноосвітня школа І-ІІ ст., охоронець                                                                  |
| 4               | Молдованін Антоніна Павлівна   | 04.11.2010            | вища    | член Партії регіонів   | Фельдшерсько-акушерський пункт с. Петрівка, завідувачка                                                               |
| 5               | Непомняща Ганна Анатоліївна    | 04.11.2010            | середня | позапартійна           | Петрівська загальноосвітня школа І-ІІ ст., техпрацівник                                                               |
| 6               | Бойченко Андрій Миколайович    | 04.11.2010            | вища    | позапартійний          | тимчасово не працює                                                                                                   |
| 7               | Черненко Ганна Георгіївна      | 04.11.2010            | середня | позапартійна           | Територіальний центр соціального обслуговування пенсіонерів та одиноких непрацездатних громадян, соціальний працівник |
| 8               | Сауляк Галина Леонтіївна       | 04.11.2010            | вища    | позапартійна           | ТОВ «Чубівське зерно», обліковець                                                                                     |
| 9               | Ткаченко Лариса Вячеславівна   | 04.11.2010            | вища    | член Партії регіонів   | Петрівська загальноосвітня школа І-ІІ ст., вчитель                                                                    |
| 10              | Гальчинський Валентин Петрович | 04.11.2010            | вища    | позапартійний          | Петрівська загальноосвітня школа І-ІІ ст., вчитель                                                                    |
| 11              | Ткаченко Віра Пилипівна        | 04.11.2010            | середня | позапартійна           | центр поштового зв'язку № 7, листоноша                                                                                |
| 12              | Бойченко Ганна Вільгенівна     | 04.11.2010            | вища    | позапартійна           | Петрівська сільська рада, рахівник-касир                                                                              |